# Liste der Kulturdenkmale in Ravensburg
In der Liste der Kulturdenkmale in Ravensburg sind Bau- und Kunstdenkmale der Stadt Ravensburg verzeichnet, die im Verzeichnis der unbeweglichen Bau- und Kunstdenkmale und der zu prüfenden Objekte des Landesamts für Denkmalpflege Baden-Württemberg verzeichnet sind. Dieses Verzeichnis ist nicht öffentlich und kann nur bei „berechtigtem Interesse“ eingesehen werden. Die folgende Liste ist daher nicht vollständig und beruht auf anderweitig veröffentlichten Angaben.

## Geschichte
1925 wurden 56 Objekte in die erste Liste der Denkmale aufgenommen, darunter alle Kirchen, Türme und öffentlichen Gebäude aus der Reichsstadtzeit. Viele Häuser der Oberstadt ergänzten die Liste, von den Privathäusern der Unterstadt wurde damals nur das Vogthaus aufgenommen. 2011 gab es im Stadtgebiet von Ravensburg einschließlich der Ortschaften 348 Listenkulturdenkmale, 9 archäologische Fundstellen und ca. 60 Kleindenkmale.

## Legende
- Bild: Zeigt ein ausgewähltes Bild aus Commons, „Weitere Bilder“ verweist auf die Bilder im Medienarchiv Wikimedia Commons.
- Bezeichnung: Nennt den Namen, die Bezeichnung oder die Art des Kulturdenkmals.
- Lage: Straßenname und Hausnummer oder Flurstücknummer des Kulturdenkmals, gegebenenfalls auch den Ortsteil. Die Grundsortierung der Liste erfolgt nach dieser Adresse. Der Link (Karte) führt zu verschiedenen Kartendiensten mit der Position des Kulturdenkmals. Fehlt dieser Link, wurden die Koordinaten noch nicht eingetragen. Sind diese bekannt, können sie über ein Tool mit einer Kartenansicht einfach nachgetragen werden. In dieser Kartenansicht sind Kulturdenkmale ohne Koordinaten mit einem roten bzw. orangen Marker dargestellt und können durch Verschieben auf die richtige Position in der Karte mit Koordinaten versehen werden. Kulturdenkmale ohne Bild sind an einem blauen bzw. roten Marker erkennbar.
- Datierung: Baubeginn, Fertigstellung, Datum der Erstnennung oder grobe zeitliche Einordnung entsprechend des Eintrags in der zuständigen Denkmaldatenbank (Landesamt für Denkmalpflege Baden-Württemberg).
- Beschreibung: Kurzcharakteristik des Kulturdenkmals.

## Kernstadt Ravensburg

### Gesamtanlagen
| Bild | Bezeichnung           | Lage | Datierung | Beschreibung              | ID |
| ---- | --------------------- | --- | --------- | ------------------------- | -- |
|      | Gesamtanlage Altstadt | Innerhalb der früheren Stadtbefestigung und des früheren Stadtgrabens sowie Hirschgraben 12, Marienplatz 2, Federburgstraße 5 und Marktstraße 48 (Karte) |           | Geschützt nach § 19 DSchG |    |

### SachgesamtheitStadtbefestigung
| Bild           | Bezeichnung                                  | Lage                                            | Datierung | Beschreibung | ID |
| -------------- | -------------------------------------------- | ----------------------------------------------- | --------- | --- | -- |
| Weitere Bilder | Östlicher Stadtmauerabschnitt                | Vom Obertor zur Vehrengasse (Karte)             |           | |    |
|                | Nördlicher Stadtmauerabschnitt               | Grüner-Turm-Straße 12 (Karte)                   |           | kurzer Mauerzug östlich des Wehrturm | BW |
|                | Nördlicher Grabenbereich                     | Wilhelm-Schießl-Weg, Schussenstraße (Karte)     |           | Als Grünanlage gestalteter verfüllter Grabenbereich | BW |
|                | Nördlicher Stadtmauerabschnitt               | Grüner-Turm-Straße 30 bis Gemalter Turm (Karte) |           | Mauerzug mit einem Wehrturm | BW |
|                | Nördlicher Grabenbereich                     | Wilhelm-Schießl-Weg, Schussenstraße (Karte)     |           | Als Grünanlage gestalteter verfüllter Grabenbereich | BW |
| Weitere Bilder | Westlicher Stadtmauerabschnitt               | Von Gemalter Turm bis Spitalturm (Karte)        |           | Mauerzug mit Straßendurchbrüchen |    |
|                | Westlicher Grabenbereich                     | Karlstraße, Olgastraße (Karte)                  |           | Als Grünanlage gestalteter verfüllter Grabenbereich | BW |
|                | Südlicher Stadtmauerabschnitt                | Von Spitalturm bis Marienplatz (Karte)          |           | Mauerzug mit Straßendurchbrüchen | BW |
| Weitere Bilder | Südlicher Grabenbereich                      | Hirschgraben (Karte)                            |           | Südlicher Stadtgraben mit doppeltem Mauerring (14. Jahrhundert), in dem bis zum Jahr 1971 Rotwild gehalten wurde. |    |
| Weitere Bilder | Untertor                                     | Bachstraße 72 (Karte)                           |           | Errichtung des Turmes über der Stadtmauerkrone um 1363 (d). Erhöhung und Aufschlagen des Dachwerkes um 1478 (d). Der mit Wasser gefüllte Stadtgraben, Vortor und Zwinger sind nicht mehr erhalten. Höhe: 36 Meter. |    |
| Weitere Bilder | Westlicher Wehrturm an der Schussenstraße    | Grüner-Turm-Straße 10 (Karte)                   |           | |    |
| Weitere Bilder | Östlicher Wehrturm an der Schussenstraße     | Grüner-Turm-Straße (bei Nr. 32) (Karte)         |           | | "  |
| Weitere Bilder | Gemalter Turm                                | Grüner-Turm-Straße 42 (Karte)                   |           | Erbaut 1400 bis 1418. Rautenbemalung mit Wappenschilden aus der Erbauungszeit nach oberitalienischen Vorbildern. Höhe: 50 Meter |    |
| Weitere Bilder | Schellenberger Turm, auch Katzenlieselesturm | Herrenstraße 45 (Karte)                         |           | Teil der mittelalterlichen Stadtbefestigung aus dem 13. Jh. Dach und Fachwerkaufbau sind seit dem Einsturz 1773 nicht mehr vorhanden. Im Volksmund oft als „Katzenlieselesturm“ bezeichnet. Der ursprüngliche Name „Schelmenberger Turm“ nimmt Bezug auf einen abgetragenen Höhenrücken an der Wilhelmstraße, an dem der Scharfrichter verendetes Vieh verscharrte (Schelm=Aas). Der volkstümliche Name „Katzenlieselesturm“ rührt von einer alleinstehenden Frau her, die sich in den 1850er/60er Jahren zusammen mit zahlreichen Katzen in oder bei der Turmruine aufhielt. Höhe: 32 Meter. |    |
| Weitere Bilder | Spitalturm                                   | Hirschgraben 20 (Karte)                         |           | Schlanker, massiver Turm über annähernd quadratischen Grundriss mit Pyramidendach. 1363 errichteter Stadtturm zur Sicherung der Stadtmauern. Auch „Sauturm“ genannt, nach den ehemaligen Schweineställen des Spitals, die bis zum 18. Jahrhundert am Fuß des Turms standen. Höhe: 44 Meter. |    |
| Weitere Bilder | Wehrturm am Hirschgraben                     | Hirschgraben 20/1 (Karte)                       |           | Halbrundturm zur Verteidigung des Grabenabschnitts mit Schießscharten für Handfeuerwaffen, um 1450. Aufstockung des Flankierungsturms in Ziegelbauweise um 1500/20. |    |
| Weitere Bilder | Frauentor                                    | Kirchstraße 20 (Karte)                          |           | Wichtigstes Tor der Reichsstadt. 1318 „Niederes Tor“ genannt. 1751 bis 1895 als Kriminalgefängnis genutzt. Das Innere wurde bei einem Brand 1982 vollständig zerstört. Höhe: 35 Meter. |    |
| Weitere Bilder | Blaserturm                                   | Marienplatz 30 (Karte)                          |           | Zentraler Feuerwacht-, Uhren- und Spähturm der Stadt. Bis zur Stadterweiterung im 14. Jh Teil der Stadtbefestigung. Nach Einsturz 1552 bis 1555 im Renaissancestil neu errichtet. Der Turm wurde von einem Trompeter („Blaser“) bewohnt, der die Zeit anzuzeigen und u. a. bei Bränden Alarm zu geben hatte. Höhe: 51 m, 212 Stufen. |    |
| Weitere Bilder | Grüner Turm                                  | Marienplatz 56–56/1 (Karte)                     |           | Erbaut 1398 bis 1418. Die grün-gelb glasierten Ziegel stammen zum Teil noch aus der Erbauungszeit und galten damals als sehr kostbar. Der Turm wurde vom Mittelalter bis 1942 als Gefängnis genutzt. Am Turm begann das jüdische Viertel der Reichsstadt. Höhe: 32 m; |    |
| Weitere Bilder | Obertor                                      | Marktstraße 44 (Karte)                          |           | Spätmittelalterliches Stadttor in Richtung Wangen. Der ursprünglich wohl staufische Torturm wurde 1432 und 1485 erneuert. Höhe 42 Meter Rechts hinter dem Tor befindet sich das ehemalige Torwärterhaus. |    |
| Weitere Bilder | Mehlsack                                     | Mehlsackweg 10 (Karte)                          |           | Der runde Turm wurde von 1425 bis 1429 erbaut, um Angriffe von der höher gelegenen Burg abzuwehren, die sich im Besitz der Habsburger befand und im 14./15. Jahrhundert an die Grafen von Waldburg verpfändet war. Der Name rührt daher, dass der Turm in seiner Form historischen, hohen Mehlsäcken gleich sieht. Er ist das Wahrzeichen der Stadt Höhe: 51 Meter, 253 Stufen. |    |
| Weitere Bilder | Wehrturm am Gänsbühl                         | Mohrengasse 12 (Karte)                          |           | |    |

### Altstadt
| Bild           | Bezeichnung                                                | Lage                                           | Datierung | Beschreibung | ID                       |
| -------------- | ---------------------------------------------------------- | ---------------------------------------------- | --------- | --- | ------------------------ |
|                | Wohn- und Geschäftshaus                                    | Adlerstraße 4 (Karte)                          |           | |                          |
|                | Wohn- und Geschäftshaus                                    | Adlerstraße 6, Gerberstraße (Karte)            |           | |                          |
|                | Wohn- und Geschäftshaus                                    | Adlerstraße 8, Gerberstraße (Karte)            |           | [ 11 ] |                          |
|                | Wohn- und Geschäftshaus                                    | Adlerstraße 10, Gerberstraße (Karte)           |           | |                          |
|                | Wohn- und Geschäftshaus                                    | Adlerstraße 14 (Karte)                         |           | |                          |
|                | Wohn- und Geschäftshaus                                    | Adlerstraße 29 (Karte)                         |           | |                          |
| Weitere Bilder | Seelhaus                                                   | Bachstraße 1 (Karte)                           |           | 1408 von dem Patrizier Frick Holbein als Pilgerherberge mit 21 Betten gestiftet. Die Gäste mussten hier durch Gebete zum Seelenheil des Stifters beitragen. |                          |
|                | Wohnhaus                                                   | Bachstraße 2 (Karte)                           |           | [ 12 ] [ 13 ] | BW                       |
|                | Keller                                                     | Bachstraße 14 (Karte)                          |           | [ 14 ] | BW                       |
|                | Wohn- und Geschäftshaus                                    | Bachstraße 15 (Karte)                          |           | |                          |
|                | Wohnhaus                                                   | Bachstraße 18 (Karte)                          |           | [ 15 ] | BW                       |
|                | Wohnhaus                                                   | Bachstraße 21 (Karte)                          |           | [ 16 ] | BW                       |
|                | Wohnhaus                                                   | Bachstraße 23 (Karte)                          |           | [ 17 ] |                          |
|                | Wohn- und Geschäftshaus                                    | Bachstraße 27 (Karte)                          |           | |                          |
|                | Wohnhaus                                                   | Bachstraße 35 (Karte)                          |           | [ 18 ] |                          |
|                | Nebengebäude                                               | Bachstraße 35, Weinbergstraße (Karte)          |           | [ 19 ] | BW                       |
|                | Wohnhaus                                                   | Bachstraße 43 (Karte)                          |           | [ 20 ] | BW                       |
| Weitere Bilder | Heilig-Geist-Spital, Wirtschaftsbau                        | Bachstraße 55 (Karte)                          |           | [ 21 ] |                          |
|                | Heilig-Geist-Spital: Wohnhaus                              | Bachstraße 55 (Karte)                          |           | [ 22 ] | BW                       |
| Weitere Bilder | Heilig-Geist-Spital mit Spitalkapelle                      | Bachstraße 57 (Karte)                          |           | Das ursprünglich 1287 erstmals am Marienplatz genannte Heilig-Geist-Spital wurde im Jahr 1498 hierher verlegt. Der Spitalbetrieb umfasste die Funktionen eines Waisen-, Armenhauses, Altersheims und war Versorgungsbasis für Almosenempfänger. Seit 1884 städtisches Krankenhaus. Ab 2000 Einrichtung für geriatrische Akutbehandlung und Rehabilitation. |                          |
|                | Wohnhaus                                                   | Bachstraße 66 (Karte)                          |           | [ 23 ] |                          |
|                | Wohnhaus und Gaststätte Jennerwein                         | Bachstraße 68 (Karte)                          |           | Status unklar, vermutlich Neubau |                          |
|                | Wohnhaus                                                   | Burgstraße 1 (Karte)                           |           | Traufständiger Fachwerkbau; Dachwerk mit zweigeschossigem Ständergerüst im Unterbau. | BW                       |
|                | versetzter Rückbau                                         | Burgstraße 6 (Karte)                           |           | [ 25 ] | BW                       |
|                | Wohnhaus                                                   | Burgstraße 7 (Karte)                           |           | Dreigeschossiger Fachwerkbau. | BW                       |
| Weitere Bilder | Obere Mang, heute Gasthaus Räuberhöhle                     | Burgstraße 14 (Karte)                          |           | 1396 zweigeschossig errichtetes Fachwerkhaus. Es diente zur Veredelung von Tuchen (Glätten, Scheren, Färben). In der zweiten Hälfte des 15. Jahrhunderts wurde es um einen Stockwerksaufbau mit Walmdach erweitert. |                          |
|                | Wohnhaus                                                   | Charlottenstraße 3 (Karte)                     |           | |                          |
|                | Wohnhaus                                                   | Charlottenstraße 12 (Karte)                    |           | [ 28 ] | BW                       |
|                | Wohnhaus                                                   | Charlottenstraße 28 (Karte)                    |           | |                          |
|                | Wohnhaus                                                   | Charlottenstraße 34 (Karte)                    |           | [ 29 ] [ 30 ] |                          |
| Weitere Bilder | Vogthaus                                                   | Charlottenstraße 36 (Karte)                    |           | Im Jahr 1474 erbautes Fachwerkgebäude, das der Vogt der reichsstädtischen Herrschaft Schmalegg, Peter Spät, bis 1512 bewohnte. Von 1955 bis 2004 städtisches Museum. |                          |
| Weitere Bilder | Salzstadel                                                 | Charlottenstraße 40 (Karte)                    |           | 1780 als bayerisches Salzlager errichtetes Gebäude. Von hier exportierte das Kurfürstentum Bayern Bad Reichenhaller Salz vor allem in die Schweiz. Seit 1983 Standort der freiwilligen Feuerwehr Ravensburg |                          |
|                | Wohn- und Geschäftshaus                                    | Eisenbahnstraße 1 (Karte)                      |           | |                          |
| Weitere Bilder | St. Jodok                                                  | Eisenbahnstraße 20 (Karte)                     |           | Katholische Pfarrkirche der Unterstadt 1385 erbaut. Die Kirche unterstand bis 1803 dem Chorherrenstift Weißenau und wurde von den Prämonstratensern betreut. Spätgotische Ausstattung | Wikidata-Objekt anzeigen |
| Weitere Bilder | Pfarrhaus St. Jodok                                        | Eisenbahnstraße 25 (Karte)                     |           | Von 1465 bis 1725 Badstube des Heilig-Geist-Spitals. 1729 Umbau zum Pfarrhaus St. Jodok. Über dem Eingang Wappen des Bauherrn Abt Anton I. Unold von Weißenau. |                          |
| Weitere Bilder | Altshauser Hof                                             | Eisenbahnstraße 35 (Karte)                     |           | Haus der Deutschordenskommende Altshausen, erbaut 1729–1731 von Johann Caspar Baghnato. 1884–2018 genutzt als Anwaltskanzlei. |                          |
|                | Wohn- und Geschäftshaus                                    | Gespinstmarkt 1 (Karte)                        |           | |                          |
|                | Wohn- und Geschäftshaus                                    | Gespinstmarkt 29 (Karte)                       |           | |                          |
|                | Wohn- und Geschäftshaus                                    | Gespinstmarkt 31 (Karte)                       |           | |                          |
|                | Wohn- und Geschäftshaus                                    | Gespinstmarkt 33 (Karte)                       |           | |                          |
|                | Wohnhaus, Weberhaus                                        | Goldgasse 1 (Karte)                            |           | Typisches, 1366/68 erbautes einstockiges Unterstadthaus, in dem Weber- oder Rebleutefamilien wohnten. Die meisten Gebäude der Unterstadt wurden Ende des 19. Jahrhunderts aufgestockt. Die Goldgasse hat ihren Namen von den Pferdestallungen verschiedener Gasthäuser. Dadurch war das Gässchen stets üppig mit Rossäpfeln „vergoldet“ | BW                       |
| Weitere Bilder | Wohnhaus                                                   | Grüner-Turm-Straße 5 (Karte)                   |           | Auf den Kellergewölben der ehemaligen Synagoge errichtet. Mit der Vertreibung der jüdischen Bewohner im Jahr 1429 wurde auch die an diesem Ort überlieferte Synagoge zerstört. Der überaus tiefe Keller könnte auf eine Mikwe (jüdisches Reinigungsbad) hindeuten. |                          |
|                | Wohn- und Geschäftshaus                                    | Grüner-Turm-Straße 11 (Karte)                  |           | [ 35 ] | BW                       |
|                | Wohnhaus                                                   | Grüner-Turm-Straße 12 (Karte)                  |           | |                          |
|                | Wohnhaus                                                   | Grüner-Turm-Straße 19 (Karte)                  |           | |                          |
|                | Wohnhaus                                                   | Grüner-Turm-Straße 20 (Karte)                  |           | [ 36 ] | BW                       |
|                | Wohnhaus                                                   | Grüner-Turm-Straße 22 (Karte)                  |           | [ 37 ] | BW                       |
|                | Doppelwohnhaus                                             | Grüner-Turm-Straße 21 (Karte)                  |           | [ 38 ] |                          |
|                | Doppelwohnhaus                                             | Grüner-Turm-Straße 23 (Karte)                  |           | [ 39 ] |                          |
| Weitere Bilder | Sogenannte Zehntscheuer                                    | Grüner-Turm-Straße 26–30 (Karte)               |           | 1378 erbauter Stadel, der vermutlich zur Einlagerung von Handelswaren der Ravensburger Fernkaufleute diente. Seit dem 17. Jahrhundert nutzten die Ravensburger Wirte das Gebäude als Pferdestall. Heute Kleinkunstbühne „Zehntscheuer“. |                          |
|                | Wohnhaus                                                   | Grüner-Turm-Straße 27 (Karte)                  |           | |                          |
|                | Wohnhaus                                                   | Grüner-Turm-Straße 27/1 (Karte)                |           | |                          |
| Weitere Bilder | Bruderhaus                                                 | Grüner-Turm-Straße 38 (Karte)                  |           | 1725 als Zucht- und Arbeitshaus des Schwäbischen Kreises erbaut. Im Inneren barocke Zuchthauskapelle mit ursprünglich vergitterten Galerien. Seit 1823 Armenhaus und Altersheim, ab 1965 Pflege- und Altenheim. Der Name Bruderhaus rührt von einer um 1420 zur Versorgung 12 armer Männer (sog. Brüder) errichteten Stiftung des Patriziers Frick Holbein her. |                          |
| Weitere Bilder | Pfarrhaus Liebfrauen                                       | Herrenstraße 3 (Karte)                         |           | Der mittelalterliche Gebäudekomplex wurde um 1750 bis 1757 barockisiert. Über dem Eingang befindet sich ein so genanntes Chronogramm: „Parochialis erecta domus“ (Pfarrhaus errichtet 1757). |                          |
| Weitere Bilder | Rokokohaus                                                 | Herrenstraße 24 (Karte)                        |           | Das mittelalterliche Gebäude wurde 1757 von Stadtammann Leonhard von Beck barockisiert. Über dem Eingang ein Zitat Ciceros: „Die Natur gewährt uns eine Herberge zum Verweilen, keinen Ort zum Wohnen.“. |                          |
|                | Wohnhaus                                                   | Herrenstraße 30 (Karte)                        |           | [ 41 ] |                          |
| Weitere Bilder | Antoniterspital                                            | Herrenstraße 31 (Karte)                        |           | 1413 bis 1552 genanntes Spital der Antoniterchorherren, die hier Menschen pflegten, die an Mutterkornbrand (durch einen Pilz ausgelöste Getreidevergiftung) erkrankt waren. |                          |
|                | Steinernes Staffelgiebelhaus mit Erker                     | Herrenstraße 34 (Karte)                        |           | Patrizierhaus mit mittelalterlichem Baukern aus dem 15. Jahrhundert. Errichtet im 16. Jahrhundert wohl durch den Stadtschreiber und Bürgermeister Gabriel Kröttlin, einem Förderer der Reformation in Ravensburg. Im 18. Jahrhundert Wohnhaus des Bürgermeisters Christoph von Welz, der das Gebäude 1773 an den Wollhändler und Strumpffabrikanten Johann Georg Kutter veräußerte. Täfermalerei von Franz Josef Fischer mit Darstellung von 4 Kutterschen Kindern im barocken Holztreppenhaus. Letzte Sanierung 2015/16. |                          |
|                | Wohnhaus                                                   | Herrenstraße 35 (Karte)                        |           | |                          |
|                | Wohnhaus                                                   | Herrenstraße 36 (Karte)                        |           | |                          |
|                | Wohnhaus                                                   | Herrenstraße 37 (Karte)                        |           | |                          |
|                | Verwaltungsgebäude                                         | Herrenstraße 40 (Karte)                        |           | Teil des Amtsgerichts |                          |
|                | Wohnhaus                                                   | Herrenstraße 41 (Karte)                        |           | [ 42 ] | BW                       |
| Weitere Bilder | Wohnhaus, Museum Humpis-Quartier                           | Humpisstraße 1 (Karte)                         |           | [ 43 ] |                          |
|                | Wohnhaus, Museum Humpis-Quartier                           | Humpisstraße 3 (Karte)                         |           | [ 44 ] |                          |
| Weitere Bilder | Neideggsches Haus, Museum Humpis-Quartier                  | Humpisstraße 5 (Karte)                         |           | Teil des Humpisquartiers. Das Fachwerkgebäude wurde 1470 von dem Bürgermeister und Fernhändler Wilhelm von Neidegg als Erweiterung seines Vorderhauses Marktstraße 47 erstellt. Gotische Innenräume. Lange Zeit als „Humpishaus“ bezeichnet |                          |
|                | Wohnhaus                                                   | Kirchstraße 1 (Karte)                          |           | [ 46 ] | BW                       |
| Weitere Bilder | Wohnhaus                                                   | Kirchstraße 3 (Karte)                          |           | [ 47 ] |                          |
|                | Hinterhaus                                                 | Kirchstraße 3 (Karte)                          |           | [ 48 ] | BW                       |
|                | Wohnhaus                                                   | Kirchstraße 7 (Karte)                          |           | |                          |
|                | Wohnhaus                                                   | Kirchstraße 9 (Karte)                          |           | |                          |
|                | Wohnhaus                                                   | Kirchstraße 11 (Karte)                         |           | |                          |
|                | Wohnhaus                                                   | Kirchstraße 12 (Karte)                         |           | barocken Wohnräume |                          |
|                | Wohnhaus                                                   | Kirchstraße 14 (Karte)                         |           | |                          |
|                | Wohnhaus                                                   | Kirchstraße 15 (Karte)                         |           | |                          |
|                | Wohnhaus, sogenannter Weingartner Hof                      | Kirchstraße 16 (Karte)                         |           | Klosterhof der Benediktinerabtei Weingarten, 1324 bis 1801. Das Gebäude diente in dieser Zeit als Gäste-, Amts-, sowie Lager- und Markthaus für Wein und Korn |                          |
| Weitere Bilder | Katholische Stadtpfarrkirche Zu Unserer Lieben Frau        | Kirchstraße 18 (Karte)                         |           | Die Pfarrkirche unterstand 1274 bis 1803 dem Kloster Weingarten. An der Westseite Sandsteintympanon mit Darstellungen aus dem Marienleben um 1350. Chorfenster aus dem Jahr 1415. |                          |
|                | Lateinschule                                               | Kirchstraße 25 (Karte)                         |           | Die hier von 1351 bis 1802 untergebrachte Lateinschule bereitete die Ravensburger Patriziersöhne zum Studium an einer Universität vor. |                          |
|                | Wohnhaus                                                   | Klosterstraße 13 (Karte)                       |           | [ 50 ] | BW                       |
|                | Wohnhaus                                                   | Klosterstraße 15 (Karte)                       |           | |                          |
|                | Viehmarktbrunnen                                           | Marienplatz (Karte)                            |           | |                          |
|                | Evangelisches Pfarramt                                     | Marienplatz 3 (Karte)                          |           | |                          |
| Weitere Bilder | Weißenauer Hof                                             | Marienplatz 4 (Karte)                          |           | Haus des Klosters Weißenau, heute Bankgebäude |                          |
| Weitere Bilder | Evangelische Stadtkirche                                   | Marienplatz 5 (Karte)                          |           | 1344 Gründung des Karmeliterklosters und Besiedlung durch Mönche aus Dinkelsbühl. Seit der Reformation (1549) wurde die Kirche gemeinschaftlich von der evangelischen Kirchengemeinde (Langhaus) und den Mönchen (Chor) genutzt. Gotische Wandmalereien. Nördlich des Chors Kapelle der Humpisgesellschaft mit zahlreichen Patrizierepitaphien 15.-18. Jahrhundert. Seit der Aufhebung des Klosters 1806 evangelische Stadtkirche.                                                                                        |                          |
|                | Wohnhaus                                                   | Marienplatz 6 (Karte)                          |           | [ 51 ] |                          |
| Weitere Bilder | Landgericht, ehemals Karmeliterkloster                     | Marienplatz 7 (Karte)                          |           | Ursprünglich Konventsgebäude des Karmeliterklosters. Hier unterhielten die Mönche seit 1662 eine Lateinschule. Seit 1869 Landgericht. |                          |
| Weitere Bilder | Kornhaus                                                   | Marienplatz 12 (Karte)                         |           | Markt- und Lagerhaus für Getreide. Erbaut 1451/52 als Fachwerkbau, 1618 als Steingebäude erneuert. 1937 Einstellung des Getreidehandels. Seit 1984 Stadtbücherei. Zwischen Rathaus und Kornhaus fand vom 15. Jahrhundert bis in die 1970er Jahre der traditionelle Rindviehmarkt statt. |                          |
| Weitere Bilder | Hotel Waldhorn                                             | Marienplatz 15 (Karte)                         |           | |                          |
|                | Wohnhaus                                                   | Marienplatz 17 (Karte)                         |           | |                          |
|                | Ratsstube                                                  | Marienplatz 19 (Karte)                         |           | [ 53 ] |                          |
| Weitere Bilder | Rathaus                                                    | Marienplatz 26 (Karte)                         |           | Erbaut 1386. Zwei spätgotische Ratssäle. An der Nordseite Gerichtserker von 1571. Am östlichen Eingang Ravensburger Elle als reichsstädtisches Längenmaß (61,59 Zentimeter) |                          |
|                | Salzhaus                                                   | Marienplatz 26 (Karte)                         |           | Von 1400 bis 1797 als Marktgebäude für den Salzverkauf genutzt. Im Erdgeschoss ursprünglich offene, zweischiffige Halle. Im Obergeschoss reich verzierte spätgotische Stube, die als Amtszimmer des Oberbürgermeisters genutzt wird. | BW                       |
| Weitere Bilder | Waaghaus                                                   | Marienplatz 28 (Karte)                         |           | Erbaut 1496/97 als städtisches Kaufhaus. Zuvor stand hier das 1287 erstmals genannte Spital. Das erste Obergeschoss mit spätgotischer Ausstattung wurde als Tuchhalle, Schwör- und Festsaal genutzt. |                          |
|                | Wohnhaus                                                   | Marienplatz 32 (Karte)                         |           | |                          |
|                | Wohnhaus                                                   | Marienplatz 33 (Karte)                         |           | [ 57 ] |                          |
| Weitere Bilder | Lederhaus                                                  | Marienplatz 35 (Karte)                         |           | Marktgebäude der Schuhmacher, Sattler und Gerber. Erbaut um 1400, 1512/13 vergrößert. Bemalung 1574 mit Ergänzungen von 1905/06. Lange Zeit als Postfiliale genutzt, jetzt Tourist-Info und Sitz städtischer Ämter. |                          |
|                | Wohnhaus                                                   | Marienplatz 39 (Karte)                         |           | [ 58 ] | BW                       |
| Weitere Bilder | Wohnhaus                                                   | Marienplatz 41 (Karte)                         |           | Stattliches Gebäude im neubarocken Stil, welches seit 1893 mit zwei Erkertürmen versehen ist |                          |
|                | Wohnhaus                                                   | Marienplatz 43 (Karte)                         |           | |                          |
|                | Wohnhaus                                                   | Marienplatz 47 (Karte)                         |           | [ 61 ] | BW                       |
|                | Bauhütte                                                   | Marienplatz 52, 54, 58; Kirchstraße 27 (Karte) |           | Der im 19. Jahrhundert vereinheitlichte Bau bestand seit dem Mittelalter aus drei Gebäuden, in denen die städtische Bauhütte, das Wohnhaus des Stadtbaumeisters und Gefängniszellen für Zivilgefangene untergebracht waren. Seit 2024 Sitz der Musikschule Ravensburg. |                          |
| Weitere Bilder | Kaufhausgebäude                                            | Marienplatz 55 (Karte)                         |           | 1907 erbaut als "Warenhaus Knopf". Heute Modegeschäft. |                          |
| Weitere Bilder | Frauentorkiosk                                             | Marienplatz 56/1 (Karte)                       |           | Kiosk am Grünen Turm, erbaut als Haltestelle der Straßenbahn Ravensburg-Weingarten |                          |
|                | Wohnhaus                                                   | Marienplatz 69 (Karte)                         |           | |                          |
| Weitere Bilder | Untere Mang                                                | Marienplatz 81 (Karte)                         |           | In dem bereits 1435 genannten Gebäude wurden bis 1911 Leinwand und Wolltuche veredelt und gefärbt. Die nassen Tücher wurden zum Trocknen auf das ausragende Gestänge unter dem Dach gehängt. Heute Apotheke Vetter. |                          |
|                | Haus Zum Esel                                              | Marktstraße 1 (Karte)                          |           | bis 1818 Gesellschaftshaus der Patriziergesellschaft „Zum Esel“, später Haus des Kaufmanns Thommel, heute Drogeriemarkt |                          |
|                | Wohnhaus                                                   | Marktstraße 5 (Karte)                          |           | |                          |
| Weitere Bilder | Marienapotheke                                             | Marktstraße 8 (Karte)                          |           | Apothekenausstattung im Rokokostil, 1756. Die Apotheke gehörte ehemals dem Prämonstratenserstift Weißenau und stammt aus dem Weißenauer Hof, Marienplatz 4. |                          |
| Weitere Bilder | Patrizieranwesen Deuring-Belli-Stapf                       | Marktstraße 10 (Karte)                         |           | Typischer Wohnsitz Ravensburger Patrizier mit Innenhof, Laufbrunnen, Pferde-Remisen, Waschhaus und Stallungen. Erbaut im 16. Jahrhundert. |                          |
|                | Patrizieranwesen Humpis-Waltrams                           | Marktstraße 12 (Karte)                         |           | Wohnsitz der Patrizierfamilie Humpis, Linie Waltrams. Erbaut 1430 bis 1442. Ab 1709 Posthalterei und Gasthof Zu den Drei Königen bis 1957 (mit Wirtshausschild von 1822). |                          |
| Weitere Bilder | Altes Theater (Brotlaube)                                  | Marktstraße 13 / Gespinstmarkt 4 (Karte)       |           | 1625 anstelle eines mittelalterlichen Kaufhauses erbautes Marktgebäude für die Waren der Bäcker, Metzger (Verkauf unter den Bögen) und Kürschner (Verkauf im ersten Obergeschoss/Saal). Der Renaissance-Saal diente anschließend von 1698 bis 1881 als Theater. Heute städtische Galerie. |                          |
|                | Wohnhaus                                                   | Marktstraße 15 (Karte)                         |           | [ 63 ] |                          |
|                | Haus zum Storchen                                          | Marktstraße 16 (Karte)                         |           | Zunfthaus der Schuhmacher |                          |
|                | Wohnhaus                                                   | Marktstraße 17 (Karte)                         |           | | BW                       |
|                | Wohnhaus                                                   | Marktstraße 19 (Karte)                         |           | |                          |
|                | Wohnhaus                                                   | Marktstraße 20 (Karte)                         |           | |                          |
| Weitere Bilder | Haus des Onofrius Humpis                                   | Marktstraße 21 (Karte)                         |           | Das 1362 errichtete Gebäude war im 15. Jahrhundert Wohnsitz des Fernhändlers und Patriziers Onofrius Humpis und seiner Frau Benedikta Artzt, die die Schwägerin Jacob Fuggers in Augsburg war (Wappen). Von 1800 bis in die 1960er Jahre Gasthaus Zum Rad. |                          |
|                | Wohnhaus                                                   | Marktstraße 24 (Karte)                         |           | |                          |
| Weitere Bilder | Museum Ravensburger, ehemals Patrizieranwesen Möttelin     | Marktstraße 26 (Karte)                         |           | 1416 erbaut als Wohnsitz der Fernhändlerfamilie Möttelin. 1500-1650 im Besitz der Ritter Schellenberg zu Kißlegg. Fassadenmalerei 18. Jahrhundert. Seit 1883 Stammsitz des Buch- und Spieleverlags von Otto Robert Maier/Ravensburger AG. |                          |
| Weitere Bilder | Wohn- und Geschäftshaus, Musikhaus Lange                   | Marktstraße 27 (Karte)                         |           | Spätmittelalterlicher Wohnsitz der Patrizier- und Fernhändlerfamilie Gäldrich von Sigmarshofen. Erbaut 1436/93 als Steinhaus. Spätgotische Innenräume. |                          |
| Weitere Bilder | Kloster St. Michael                                        | Marktstraße 28 (Karte)                         |           | Aus einer 1395 vom Patriziat der Stadt gestifteten Beginenklause entwickelte sich ab 1406 ein Franziskanerinnenkloster, das bis 1811 bestand. Die direkt am Mehlsack stehende Klosterkirche St. Michael wurde im 19. Jahrhundert abgebrochen. Heute u. a. Duale Hochschule. |                          |
|                | Wohnhaus                                                   | Marktstraße 34 (Karte)                         |           | |                          |
|                | Wohn- und Geschäftshaus                                    | Marktstraße 43 (Karte)                         |           | |                          |
| Weitere Bilder | Museum Humpis-Quartier                                     | Marktstraße 45 (Karte)                         |           | Aus sieben Gebäuden bestehendes Wohnquartier der Patrizier- und Fernhändlerfamilie Humpis. Erbaut vor 1375 bis 1503. Spätgotischer Erker mit Familienwappen, 1435. Gotische Innenräume. Seit 2005 städt. Museum Humpisquartier |                          |
|                | Fachwerkhaus                                               | Marktstraße 45/1 (Karte)                       |           | [ 65 ] | BW                       |
| Weitere Bilder | Museum Humpis-Quartier                                     | Marktstraße 47 (Karte)                         |           | [ 64 ] |                          |
| Weitere Bilder | Museum Humpis-Quartier                                     | Marktstraße 49 (Karte)                         |           | [ 64 ] |                          |
| Weitere Bilder | Wohnhaus                                                   | Marktstraße 51 (Karte)                         |           | |                          |
| Weitere Bilder | Wohnhaus                                                   | Marktstraße 53 (Karte)                         |           | |                          |
|                | Wohnhaus                                                   | Marktstraße 55 (Karte)                         |           | |                          |
|                | Wohnhaus                                                   | Marktstraße 57 (Karte)                         |           | |                          |
| Weitere Bilder | Romanisches Haus                                           | Marktstraße 59 (Karte)                         |           | Erbaut 1179. Auf der Rückseite romanisches Fenster mit Würfelkapitell. Der Komplex war wohl zusammen mit den angrenzenden Gebäuden Marktstraße 57 und 63 bis 1350 der Sitz des staufischen Stadtammanns. Anschließend waren hier bis 1386 das reichsstädtische Kaufhaus, das Rathaus und das Markthaus der Bäcker untergebracht. Vom 14. bis zum 16. Jahrhundert diente das Romanische Haus der Patrizierfamilie Humpis, Linie Ratzenried als Stadtsitz.                                                                  |                          |
|                | Wohnhaus                                                   | Marktstraße 59/1 (Karte)                       |           | [ 66 ] | BW                       |
| Weitere Bilder | Haus der Ravensburger Handelsgesellschaft, Gasthaus Mohren | Marktstraße 61 (Karte)                         |           | Hauptkontor der Fernhändlerfamilie Humpis, die vom 14. bis zu Beginn des 16. Jahrhunderts mit Luxuswaren aus Italien, Spanien und Polen handelte. Die Familiengesellschaft war früher unter der Bezeichnung „Große Ravensburger Handelsgesellschaft“ bekannt. Seit 1530 Gasthaus Zum „Schwarzen“ Mohren. |                          |
|                | Wohnhaus                                                   | Marktstraße 63 (Karte)                         |           | [ 67 ] |                          |
|                | Hotel Obertor                                              | Marktstraße 67 (Karte)                         |           | |                          |
|                | Fachwerkhaus                                               | Marktstraße 69 (Karte)                         |           | [ 68 ] | BW                       |
|                | Wohnhaus                                                   | Obere Breite Straße 44 (Karte)                 |           | [ 69 ] |                          |
|                | Wohnhaus                                                   | Rathausstraße 1–2 (Karte)                      |           | |                          |
|                | Wohnhaus                                                   | Rosenstraße 4 (Karte)                          |           | [ 70 ] | BW                       |
|                | Wohnhaus                                                   | Rosenstraße 5 (Karte)                          |           | [ 71 ] | BW                       |
|                | Wohnhaus                                                   | Rosenstraße 6 (Karte)                          |           | [ 72 ] |                          |
|                | Wohnhaus                                                   | Rosenstraße 7 (Karte)                          |           | [ 73 ] | BW                       |
|                | Fachwerkbau                                                | Rosenstraße 25 (Karte)                         |           | [ 74 ] |                          |
|                | Fachwerkbau                                                | Rosenstraße 37 (Karte)                         |           | [ 75 ] | BW                       |
|                | Wohnhaus                                                   | Rosmarinstraße 5 (Karte)                       |           | |                          |
|                | Wohnhaus                                                   | Roßbachstraße 6 (Karte)                        |           | [ 76 ] |                          |
|                | Wohnhaus                                                   | Roßbachstraße 13 (Karte)                       |           | [ 77 ] | BW                       |
|                | Wohnhaus                                                   | Roßbachstraße 14 (Karte)                       |           | [ 78 ] | BW                       |
|                | Wohnhaus                                                   | Roßbachstraße 16 (Karte)                       |           | [ 79 ] |                          |
| Weitere Bilder | Museum Humpis-Quartier                                     | Roßbachstraße 18 (Karte)                       |           | [ 80 ] |                          |
|                | Fachwerkhaus                                               | Roßstraße 5 (Karte)                            |           | [ 81 ] | BW                       |
|                | Wohnhaus                                                   | Roßstraße 13 (Karte)                           |           | |                          |
|                | Fachwerkhaus                                               | Roßstraße 15 (Karte)                           |           | [ 82 ] | BW                       |
|                | Wohnhaus                                                   | Schulgasse 2-4 (Karte)                         |           | [ 83 ] | BW                       |
|                | Wohnhaus                                                   | Schulgasse 16 (Karte)                          |           | [ 84 ] |                          |
| Weitere Bilder | Zunfthaus der Rebleute                                     | Schulgasse 15 (Karte)                          |           | Erbaut 1469. Im Ersten Obergeschoss spätgotischer Zunftsaal. Die im Weinbau tätigen Rebleute waren im 17. Jahrhundert die größte Berufsgruppe der Reichsstadt. Der Ravensburger Wein wurde nicht exportiert, da er nicht die Qualität der Bodensee- und Neckarweine erreichte. |                          |
|                | Wohnhaus                                                   | Schulgasse 18 (Karte)                          |           | |                          |
| Weitere Bilder | Altes Lädele                                               | Seelbruckstraße 5 (Karte)                      |           | Fachwerkhaus |                          |
|                | Ehemaliges Badhaus                                         | Stadelgasse 1 (Karte)                          |           | [ 85 ] | BW                       |
|                | Wohnhaus                                                   | Untere Breite Straße 28 (Karte)                |           | [ 86 ] |                          |
|                | Wohnhaus                                                   | Untere Breite Straße 30 (Karte)                |           | [ 87 ] |                          |
|                | Fachwerkhaus                                               | Untere Breite Straße 40 (Karte)                |           | [ 88 ] | BW                       |
|                | Wohnhaus                                                   | Untere Breite Straße 53 (Karte)                |           | ehemaliges Weberhäuschen |                          |
|                | Wohnhaus                                                   | Vehrengasse 3 (Karte)                          |           | [ 89 ] | BW                       |
|                | Wohnhaus                                                   | Wollgasse 3 (Karte)                            |           | [ 90 ] | BW                       |

### Kernstadt außerhalb der Stadtmauer
| Bild           | Bezeichnung                         | Lage                                      | Datierung | Beschreibung | ID |
| -------------- | ----------------------------------- | ----------------------------------------- | --------- | --- | -- |
|                | Güterschuppen                       | Am Alten Gaswerk 1 (Karte)                |           | Heute Restaurant/Diskothek „Kantine“. 1907 erbaut von der Königlichen Hochbausektion Ulm, Architekt Kübler |    |
| Weitere Bilder | Wohnhaus, Rebleutehaus              | Banneggstraße 8 (Karte)                   |           | 1420–1430 erbaut |    |
|                | Wohnhaus                            | Banneggstraße 10 (Karte)                  |           | [ 93 ] | BW |
|                | Wohnhaus                            | Eisenbahnstraße 41 (Karte)                |           | |    |
|                | Wohnhaus                            | Eisenbahnstraße 49 (Karte)                |           | |    |
| Weitere Bilder | Spohnschlössle                      | Elisabethenstraße 10 (Karte)              |           | erbaut als Villa des Fabrikanten Spohn, heute Teil des Welfen-Gymnasiums |    |
| Weitere Bilder | Escher-Steg                         | Escher-Wyss-Straße / Bahnhofplatz (Karte) |           | Fußgängerbrücke von 1909 seit 2018 bis auf die Aufgänge eingelagert |    |
| Weitere Bilder | Ehemaliges Raiffeisen-Lagerhaus     | Escher-Wyss-Straße 2 (Karte)              |           | Bau der 1920er Jahre, Architekt: Gustav Eichler, seit 2011 unter Denkmalschutz, Umbau geplant |    |
| Weitere Bilder | Villa Schatz                        | Federburgstraße 17 (Karte)                |           | |    |
| Weitere Bilder | Villa                               | Friedhofstraße 11 (Karte)                 |           | ehemalige Direktorenvilla des Bürgerlichen Brauhauses |    |
| Weitere Bilder | Hauptfriedhof                       | Friedhofstraße 37, 37/1 (Karte)           |           | geschützte Grünanlage; außerdem geschützt: Leichenhalle und andere Hochbauten, Heldenfriedhof Erster Weltkrieg, Heldenfriedhof Zweiter Weltkrieg, Hochkreuz und 28 geschützte Einzelgrabdenkmale (darunter als erste geschützte Denkmale die Familiengräber Spohn und Dressel); siehe bebilderte Liste bei Wikimedia Commons |    |
|                | Wohnhaus                            | Gartenstraße 1 (Karte)                    |           | |    |
|                | Wohnhaus                            | Gartenstraße 7 (Karte)                    |           | |    |
|                | Gartenhaus                          | Gartenstraße 9, bei (Karte)               |           | |    |
|                | Wohnhaus                            | Gartenstraße 14 (Karte)                   |           | |    |
|                | Wohnhaus                            | Gartenstraße 28 (Karte)                   |           | |    |
| Weitere Bilder | Alter Friedhof mit Kriegerdenkmal   | Georgstraße (Karte)                       |           | geschützte Grünanlage |    |
|                | Wohnhaus                            | Georgstraße 9 (Karte)                     |           | [ 100 ] | BW |
| Weitere Bilder | Heimbrandhof                        | Heimbrand 1 (Karte)                       |           | [ 101 ] |    |
|                | Verwaltungsgebäude                  | Hirschgraben 2 (Karte)                    |           | Sitz des Regionalverbands Bodensee-Oberschwaben |    |
|                | Wohnhaus                            | Hirschgraben 5 (Karte)                    |           | |    |
| Weitere Bilder | Unterer Hammer                      | Holbeinstraße 13 (Karte)                  |           | |    |
|                | Eindachhof                          | Holbeinstraße 19 (Karte)                  |           | [ 102 ] | BW |
| Weitere Bilder | Oberer Hammer                       | Holbeinstraße 38 (Karte)                  |           | |    |
|                | Wohnhaus                            | Karlstraße 4 (Karte)                      |           | |    |
|                | Wohnhaus                            | Karlstraße 7 (Karte)                      |           | |    |
| Weitere Bilder | Bürogebäude, ehemals Reichsbank     | Karlstraße 10 (Karte)                     |           | Erbaut 1903–1904 als Reichsbank-Nebenstelle Ravensburg |    |
|                | Wohnhaus                            | Karlstraße 12 (Karte)                     |           | |    |
|                | Wohnhaus                            | Karlstraße 13 (Karte)                     |           | |    |
| Weitere Bilder | Wohnhaus                            | Kuppelnaustraße 2 (Karte)                 |           | |    |
| Weitere Bilder | Stadtarchiv                         | Kuppelnaustraße 7 (Karte)                 |           | ehemalige Mädchenschule („Affenkasten“) |    |
|                | Gartenhaus                          | Kuppelnaustraße 13, bei (Karte)           |           | |    |
|                | Gartenhaus                          | Kuppelnaustraße 16, bei (Karte)           |           | |    |
| Weitere Bilder | Kuppelnauwirtschaft                 | Kuppelnaustraße 18 (Karte)                |           | |    |
|                | Gartenhaus                          | Kuppelnaustraße 20 (Karte)                |           | |    |
|                | Fachwerkhaus                        | Leonhardstraße 19 (Karte)                 |           | |    |
| Weitere Bilder | Wohnhaus                            | Leonhardstraße 25 (Karte)                 |           | ehemalige Leonhardskapelle |    |
|                | Parkettfabrik Sterkel, Villa        | Möttelinstraße 38 (Karte)                 |           | neoromanische Fabrikantenvilla |    |
|                | Neuwiesenschule                     | Neuwiesenstraße 40 – 40/5 (Karte)         |           | Grund- und Hauptschule (Haus H = Nr. 40 und 40/1, Haus A = Nr. 40/2, Haus B = Nr. 40/3, Haus C = Nr. 40/4) mit Turnhalle Nr. 40/5, seit 1992 als erste Nachkriegsgebäude in Ravensburg unter Denkmalschutz | BW |
| Weitere Bilder | Wohnhaus                            | Olgastraße 10 (Karte)                     |           | |    |
|                | Wohnhaus                            | Olgastraße 18 (Karte)                     |           | |    |
| Weitere Bilder | Wohnhaus                            | Pfannenstiel 18 (Karte)                   |           | ehemaliges Atelier Schnell |    |
| Weitere Bilder | Burghaldentorkel                    | Philosophenweg 23 (Karte)                 |           | Weinpresse für das Rebgebiet „Burghalde“, das sich wie die Burg in königlichem Besitz befand. Der Torkel wird 1368 erstmals genannt. Am Torkelbaum befinden sich die Jahreszahlen 1591, 1694 und 1794. Der letzte Pressvorgang fand im Jahr 1892 statt. |    |
| Weitere Bilder | Kapelle des Klösterle               | Rudolfstraße 19 (Karte)                   |           | Ehemalige Schulkapelle, heute Bibliothek der Dualen Hochschule |    |
| Weitere Bilder | Kreuzweg und Lourdesgrotte          | Schlierer Straße (Karte)                  |           | geschützte Grünanlage |    |
| Weitere Bilder | Rebhäusle                           | Schlierer Straße 43 (Karte)               |           | in geschützter Grünanlage |    |
| Weitere Bilder | Brunnenstube                        | Schlierer Straße 49 (Karte)               |           | |    |
|                | Wohnhaus                            | Schussenstraße 1 (Karte)                  |           | |    |
|                | Wohnhaus                            | Seestraße 28 (Karte)                      |           | |    |
| Weitere Bilder | Villa Keppler-Pomer                 | Seestraße 32 (Karte)                      |           | |    |
|                | Wohnhaus                            | Seestraße 33 (Karte)                      |           | |    |
|                | Baindter Torkel                     | Seestraße 33/3 (Karte)                    |           | |    |
|                | Wohnhaus                            | Seestraße 37 (Karte)                      |           | |    |
|                | Semperhof                           | Semper 1 (Karte)                          |           | Hof am Ende der Goßnerhalde |    |
| Weitere Bilder | Spohn-Gymnasium                     | Spohnstraße 22 (Karte)                    |           | Schulgebäude des Spohn-Gymnasiums und Albert-Einstein-Gymnasiums sowie Spohn-Turnhalle (heute Mensa) |    |
| Weitere Bilder | Pfarrkirche St. Christina           | St. Christina 1 (Karte)                   |           | Vermutlich um 1150 von Welf VI. als Kapelle gestiftet. Einst hochrangige Ausstattung mit wertvollen Reliquien (Hauptreliquien der Hl. Christina von Bolsena und Reliquienteile des Hl. Nikolaus von Bari). 1197 von den Staufern dem Kloster Weißenau übereignet. Seit Ende des 13. Jahrhunderts Pfarrkirche. |    |
| Weitere Bilder | Pfarrhaus St. Christina             | St. Christina 2 (Karte)                   |           | |    |
|                | Wohnhaus                            | St. Christina 4 (Karte)                   |           | |    |
| Weitere Bilder | Veitsburg                           | Veitsburgstraße 1–2 (Karte)               |           | Jugendherberge (Nr. 1) und Bagnato-Schlössle (Nr. 2); Die 1088 erstmals genannte welfische Burg „Ravensburg“ ging 1191 in den Besitz der Staufer über und gelangte nach deren Untergang an das Haus Habsburg. Der Name „Veitsburg“ bürgerte sich um 1500 ein und bezog sich auf die Burgkapelle St. Veit. Die Burg brannte 1647 ab. Einer der ursprünglich drei Bergfriede hat sich in den Gebäuden der Gastwirtschaft teilweise erhalten. Östlich die ehemaligen Stallungen mit dem Ziehbrunnen (16. Jahrhundert/heute Jugendherberge). |    |
|                | Wehrenhof                           | Wehrenhof (Karte)                         |           | [ 104 ] | BW |
|                |                                     | Welfenstraße 3 (Karte)                    |           | |    |
| Weitere Bilder | Konzerthaus                         | Wilhelmstraße 3 (Karte)                   |           | erbaut 1896–1897 (Architekt: Ferdinand Fellner d. J.), 1899 erweitert. Im Inneren sehenswerter neo-barocker Saal, der heute für Theateraufführungen, Konzerte, Festveranstaltungen und Tagungen genutzt wird. |    |
| Weitere Bilder | Realschule, vormals Volkshochschule | Wilhelmstraße 5 (Karte)                   |           | erbaut 1881–1882 als evangelische Mädchen- und Knabenschule, 1902–1904 aufgestockt |    |
| Weitere Bilder | Realschule                          | Wilhelmstraße 7 (Karte)                   |           | erbaut 1881–1882 als katholische Mädchenschule, 1902–1904 aufgestockt |    |

## Stadtteile

### Ortschaft Eschach
| Bild           | Bezeichnung                                    | Lage                                                | Datierung                   | Beschreibung                                                 | ID |
| -------------- | ---------------------------------------------- | --------------------------------------------------- | --------------------------- | ------------------------------------------------------------ | -- |
| Weitere Bilder | Rahlenhof                                      | Rahlen, Rahlen 1 (Karte)                            |                             | ehem. Gartenschloss Rahlen, Sommersitz der Äbte von Weißenau |    |
| Weitere Bilder | Pfarrkirche St. Johann Baptist                 | Obereschach, Kehlstraße 3 (Karte)                   |                             | 1750–1752 erbaut                                             |    |
|                | Kapelle St. Georg                              | Untereschach, Friedrichshafener Straße 94/3 (Karte) |                             | 1616 nach Brand wiederaufgebaut                              |    |
| Weitere Bilder | Kloster Weißenau, Konventsgebäude mit Festsaal | Weißenau, Abteistraße 1 (Karte)                     |                             | heute Zentrum für Psychiatrie                                |    |
| Weitere Bilder | Kloster Weißenau, Klosterkirche                | Weißenau, Abteistraße 1 (Karte)                     |                             | heute Pfarrkirche St. Peter und Paul                         |    |
| Weitere Bilder | Kloster Weißenau, Marstall                     | Weißenau, Abteistraße 2 (Karte)                     |                             |                                                              |    |
|                | Kloster Weißenau, Gebäude                      | Weißenau, Abteistraße 2/1 (Karte)                   |                             |                                                              |    |
|                | Kloster Weißenau, Altes Amtshaus               | Weißenau, Abteistraße 2/2 (Karte)                   |                             |                                                              |    |
|                | Kloster Weißenau, Gebäude                      | Weißenau, Abteistraße 2/3 (Karte)                   |                             |                                                              |    |
|                | Kloster Weißenau, Nördlicher Arkadenbau        | Weißenau, Abteistraße 2/4 (Karte)                   |                             | heute Pfarrsaal St. Magdalena                                |    |
| Weitere Bilder | Kloster Weißenau, Forsthaus                    | Weißenau, Abteistraße 2/5 (Karte)                   |                             | heute Schule für Kranke                                      |    |
|                | Kloster Weißenau, Südlicher Arkadenbau         | Weißenau, Abteistraße 4 (Karte)                     |                             |                                                              |    |
|                | Kloster Weißenau, Kornhaus                     | Weißenau, Abteistraße 4 (Karte)                     |                             |                                                              |    |
| Weitere Bilder | Kloster Weißenau, Fasshaus                     | Weißenau, Abteistraße 4/2 (Karte)                   |                             |                                                              |    |
|                | Mariataler Allee                               | Weißenau, Abteistraße (Karte)                       | Mariataler Allee (Weißenau) | geschützte Grünanlage                                        |    |
|                | Gasthaus                                       | Weißenau, Torplatz 6 (Karte)                        |                             |                                                              |    |
| Weitere Bilder | Kloster Weißenau, Waschhaus                    | Weißenau, Torplatz 7 (Karte)                        |                             | heute Heimatmuseum Eschach                                   |    |
| Weitere Bilder | Kloster Weißenau, Torgebäude                   | Weißenau, Torplatz 9 (Karte)                        |                             |                                                              |    |

### Ortschaft Schmalegg
| Bild           | Bezeichnung                          | Lage                                 | Datierung | Beschreibung            | ID |
| -------------- | ------------------------------------ | ------------------------------------ | --------- | ----------------------- | -- |
| Weitere Bilder | Katholische Pfarrkirche St. Nikolaus | Schmalegg, Schenkenstraße 18 (Karte) |           | mit Link-Orgel von 1864 |    |

### Ortschaft Taldorf
| Bild           | Bezeichnung                                 | Lage                                      | Datierung | Beschreibung | ID |
| -------------- | ------------------------------------------- | ----------------------------------------- | --------- | --- | -- |
|                | Kapelle St. Maria                           | Adelsreute, Adelsreute 3 (Karte)          |           | mit Prozessionsmadonna |    |
| Weitere Bilder | Filialkirche zur Schmerzhaften Muttergottes | Alberskirch, Vordere Kirchgasse 2 (Karte) |           | spätgotisch, 1737 barockisiert |    |
| Weitere Bilder | Evangelische Kirche                         | Bavendorf, Lichtäcker 1 (Karte)           |           | mit Friedhof, Gerätehaus und Mauern; Kirche nach Plänen von Wilhelm Jost, Stuttgart, durch Architekt Hermann Kiderlen 1925–1926 erbaut |    |
| Weitere Bilder | Pfarrkirche St. Columban                    | Bavendorf, St.-Kolumban-Straße 12 (Karte) |           | 1737 erbaut, mehrfach verändert |    |
| Weitere Bilder | Kirche zur Schmerzhaften Muttergottes       | Oberzell, Bachgasse 5 (Karte)             |           | ehemalige Pfarrkirche, heute Friedhofskapelle                                                                                          |    |
|                | Schussenbrücke                              | Oberzell, Am Bahnhof (Karte)              |           | 2008 demontiert und eingelagert, Zukunft unklar                                                                                        | BW |

## Abgegangene Denkmale
- Bachstraße 23, Haus aus dem 16.–18. Jh., 2000 stark umgebaut,[109][110] aus der Denkmalliste gestrichen[101]
- Bachstraße 28, Café Krumm (Café Rehfuß) mit barocker Fassade[13][111], abgerissen für einen Neubau (Modehaus Reischmann)
- Gespinstmarkt 7[112]
- Holbeinstraße 17, ehemalige Papiermühle „Mittlerer Hammer“, abgerissen für Wohnbebauung
- Römerstraße 10, abgerissen für einen Neubau der Dualen Hochschule
- Schmalegg, Gasthof Zum Kreuz, bis 2012 unter Denkmalschutz, soll für Wohnbebauung abgerissen werden[113]
- Taldorf, Ortsteil Dürrnast, Alberskircher Straße 3, Gasthof Landvogtei, 2002 durch Brand zerstört